# Корисні копалини Гаяни
Корисні копалини Гаяни.
Гаяна багата на боксити, присутні родовища алмазів, золота, марганцю, рудопрояви заліза.
Таблиця 1 — Основні корисні копалини Гаяни станом на 1998—1999 роки.
| Корисні копалини       | Запаси       | Запаси   | Вміст корисного компоненту в рудах, % | Частка у світі, % |
| Корисні копалини       | Підтверджені | загальні | Вміст корисного компоненту в рудах, % | Частка у світі, % |
| Алмази, млн кар.       | 0,7          | до 5     |                                       |                   |
| Боксити, млн т         | 700          | 1800     | 57 (Al2O3)                            | 2,6               |
| Залізні руди, млн т    |              | 970      |                                       |                   |
| Золото, т              | 66           | 112      | 0,3-1,4 г/т                           | 0,1               |
| Марганцеві руди, млн т | 2            | 5        | 42                                    | 0,1               |

Боксити — основне багатство надр Г. За їх запасами країна займає 10-е місце серед країн світу (1999 р). Родов. бокситів неогенового віку утворилися в результаті вивітрювання древніх метаморфічних та інтрузивних порід. У смузі довжиною 160 км та шириною до 16 км на відстані 30-80 км від узбережжя Атлантики нараховується до 100 родовищ. Руда високої якості. Вміст глинозему 50-67 %, кремнезему 1-12 %, заліза — 3 %. Виділяються три основні групи родовищ: група Лінден (Макензі) — на берегах річки Демерара — однойменне родовище Демерара, найбагатше за запасами (бл. 400 млн т); Ітуні — між рр. Демерара та Бербіс; Кваквані — на р. Бербіс. Дрібніші родов. бокситів знаходяться у сх. частині країни, на кордоні з Суринамом.
Інші корисні копалини. Відомі невеликі родов. марганцевих руд — Метьюс-Рідж, Папіані; золота — розсипи Аранка, корінні родов. Петерс-Майн та Маруді; алмазів — розсипи Тумуренг, Макапа, Екєрєку; каоліну — Топіраха, Варабару. На півдні відомі прояви урану та торію, пов'язані зі слюдоносними пегматитами.